# Френк Робертс (футболіст)
Френк Робертс (англ. Frank Roberts, 3 квітня 1893, Сандбач — 23 травня 1961) — англійський футболіст, що грав на позиції нападника, зокрема за «Болтон Вондерерз» і «Манчестер Сіті», а також національну збірну Англії.

## Клубна кар'єра
У дорослому футболі дебютував 1914 року виступами за команду «Болтон Вондерерз». Згодом під час Першої світової війни грав у турнірах воєнного часу за «Брентфорд» та «Вест Гем Юнайтед». З відновленням футбольних змагань продовжив грати з «Болтон», загалом за його команду взяв участь у 157 матчах чемпіонату, забив 79 голів.
1922 року перейшов до «Манчестер Сіті», за який відіграв шість сезонів. Більшість часу, проведеного у складі «Манчестер Сіті», був основним гравцем атакувальної ланки команди. У складі «Манчестер Сіті» був одним з головних бомбардирів команди, маючи середню результативність на рівні 0,54 гола за гру першості. В сезоні 1924/25 з 31 забитим голом став найкращим бомбардиром англійського Першого дивізіону. Завершив професійну кар'єру футболіста виступами за «містян» у 1928 році.

## Виступи за збірну
1924 року дебютував в офіційних матчах у складі національної збірної Англії. Протягом кар'єри у національній команді, яка тривала 2 роки, провів у її формі 4 матчі, забивши 2 голи.
Помер 23 травня 1961 року на 69-му році життя.

## Титули і досягнення
- Найкращий бомбардир Футбольної ліги Англії (1):

1924/25 (31 гол)